# Лаудер, Рональд
Рональд Стивен Лаудер (англ. Ronald Steven Lauder; 26 февраля 1944, Нью-Йорк) — американский предприниматель, еврейский общественный деятель, коллекционер искусства и филантроп. В прошлом долгосрочный Председатель совета директоров нью-йоркского музея МоМА, Лаудер является президентом Всемирного еврейского конгресса и владельцем нью-йоркского музея Новая галерея. В 2012 году вошёл в состав бюро президиума Российского еврейского конгресса. Согласно сведениям американского журнала Forbes, в 2010 году его состояние оценивалось в 2,6 миллиарда долларов США.
Рональд Лаудер происходит из семьи Лаудеров, второй сын предпринимателя Джозефа Лаудера и Эсте Лаудер, основательницы американской косметической фирмы Estée Lauder.
Рональд Лаудер — страстный поклонник творчества австрийского художника Густава Климта и с юношеских лет собирает коллекцию его произведений, жемчужиной которой является приобретённый им в 2006 году портрет Адели Блох-Бауэр I.

## Ранняя жизнь и образование
Лаудер родился в Нью-Йорке в еврейской семье. Родители — Эсте Лаудер и Джозеф Лаудер, основатели Estée Lauder Companies. Младший брат Леонарда Лаудера, председателя правления Estée Lauder Companies.
Он учился в Высшей научной школе Бронкса и имеет степень бакалавра международного бизнеса в Уортонской школе Пенсильванского университета. Он учился в Парижском университете и получил сертификат в области международного бизнеса Брюссельского университета.

## Карьера
Лаудер начал работать в компании Estée Lauder в 1964 году. В 1984 году он стал заместителем помощника министра обороны по европейской политике и политике НАТО в Министерстве обороны США.
В 1986 году Рональд Рейган назначил его послом США в Австрии, он занимал эту должность до 1987 года. В качестве посла он уволил дипломатического сотрудника Феликса Блоха, который позже стал известен в связи со шпионским делом Роберта Ханссена.
Как республиканец, он сделал попытку стать мэром Нью-Йорка в 1989 году, проиграв Рудольфу Джулиани.
В 1998 году премьер-министр Израиля Биньямин Нетаньяху попросил Лаудера начать переговоры по Треку II с сирийским лидером Хафезом Асадом; эти переговоры продолжились после избрания на этот пост Эхуда Барака. Лаудер сообщил о вновь обретенной готовности со стороны Асада идти на компромиссы с израильтянами в общем соглашении «Земля в обмен на мир», и его проект «Договор о мире между Израилем и Сирией» стал важной частью (в конечном итоге бесплодных) израильско-сирийских переговоров.
Лаудер управляет инвестициями в недвижимость и средствами массовой информации, включая компании Central European Media Enterprises и Israeli TV. В 2010 году Лаудер основал компанию RWL Water, LLC.

## Общественная и благотворительная деятельность
Лаудер был связан с такими организациями, как Конференция президентов ведущих американских еврейских организаций, Еврейский национальный фонд, Всемирный еврейский конгресс, Джойнт, Антидиффамационная лига, Еврейская богословская семинария, Раввинский колледж Америки, Брандейский университет и Фонд Авраама. Вместе со своим братом он основал институт Лаудера в школе Уортон. Лаудер также работал финансовым председателем Государственного комитета Нью-Йорка.